# Жуков переулок
Жу́ков переу́лок — переулок в городе Сестрорецке Курортного района Санкт-Петербурга. Проходит от Тарховского проспекта до Советского проспекта.
Название известно с 1904 года. Происходит от фамилии председателя Общества содействия благоустройству местности Тарховка генерал-майора К. Д. Жукова. То же происхождение у Жуковой улицы.